# トン・スケルペンツェル
トン・スケルペンツェル（Ton Scherpenzeel、1952年8月6日 - 、ヒルフェルスム生まれ、オランダ語発音は「スケルペンゼール」、「スヘルペンゼール」に近い）は、キーボード奏者であり、ヒルフェルスム音楽大学（Hilversum Muziek Lyceum）で出会ったピム・コープマン、マックス・ワーナーと共に結成した、オランダのロック・バンド、カヤックのメンバーである。
彼の最初のソロ・アルバム（1978年）は、フランスのクラシック音楽の作曲家カミーユ・サン＝サーンスによる『動物の謝肉祭 (Le carnaval des animaux)』を応用したものであった。1980年、スケルペンツェルはルトガー・ハウアーをフィーチャーしたオランダ映画『SPETTERS/スペッターズ』のスコアを書いた。セカンド・ソロ・アルバム『ハート・オブ・ザ・ユニヴァース』（with クリス・レインボウ）は、1984年に発表され、内容はインストゥルメンタル曲とボーカル曲の組み合わせとなっていた。
カヤックでの活動後、スケルペンツェルはイギリスのバンドであるキャメルのキーボード奏者になった。彼はまた数年、アース・アンド・ファイアーで演奏した。さらに、彼はオランダのコメディアンであるYoup van 't Hekのショーにおける歌のほとんどすべての音楽を書いている。
1991年、スケルペンツェルは「Orion」という別名義で3枚目のソロ・アルバム『Virgin Grounds』をリリースした。1998年、彼はカヤックのエドワード・リーカーズが主役の1人を演じたロックオペラ、エイリオンのアルバム『エイリオン〜光の宮殿〜』の曲「Cosmic Fusion」でシンセ・ソロを演奏した。2013年、4枚目のソロCD『The Lion's Dream』をリリースした。
スケルペンツェルは著しい飛行機恐怖症を抱えており、ヨーロッパ大陸へのツアーを制限している。

## ディスコグラフィ

### ソロ・アルバム
- Le carnaval des animaux (1978年)
- 『ハート・オブ・ザ・ユニヴァース』 - Heart of the Universe (1984年) ※日本ではトム・スケルペンツェル/クリス・レインボウ名義
- Virgin Grounds (1991年) ※Orion名義[2]
- The Lion's Dream (2013年)

### カヤック
- 『シー・シー・ザ・サン』 - See See the Sun (1973年)
- 『カヤック・セカンド』 - Kayak II (1974年)
- 『鮮烈のカヤック』 - Royal Bed Bouncer (1975年)
- 『ラスト・アンコール』 - The Last Encore (1976年)
- 『スターライト・ダンサー』 - Starlight Dancer (1977年)
- 『ファントム・オブ・ザ・ナイト』 - Phantom of the Night (1979年)
- Periscope Life (1980年)
- 『マーリン』 - Merlin (1981年)
- 『目撃者』 - Eyewitness (1981年) ※スタジオ・ライブ
- 『クロース・トゥ・ザ・ファイヤー』 - Close to the Fire (2000年)
- 『ナイト・ヴィジョン』 - Night Vision (2001年)
- 『マリーンII (霊界の吟遊詩人)』 - Merlin – Bard of the Unseen (2003年)
- 『ノストラダムス - ザ・フェイト・オブ・マン』 - Nostradamus – The Fate of Man (2005年)
- 『カミング・アップ・フォー・エアー』 - Coming Up for Air (2008年)
- 『レターズ・フロム・ユートピア』 - Letters from Utopia (2009年)
- 『エニーウェア・バット・ヒア』 - Anywhere but Here (2011年)
- 『クレオパトラ - イシスの王冠』 - Cleopatra - The Crown Of Isis (2014年)
- 『セヴンティーン』 - Seventeen (2018年)
- 『アウト・オブ・ディス・ワールド』 - Out of This World (2021年)

### アース・アンド・ファイアー
- Phoenix (1989年)[4]

### キャメル
- 『ステーショナリー・トラヴェラー』 - Stationary Traveller (1984年)[5]
- 『プレッシャー・ポインツ - キャメル・ライヴ -』 - Pressure Points (1984年) ※ライブ・アルバム[6]
- 『ダスト・アンド・ドリームス 怒りの葡萄』 - Dust and Dreams (1991年)[7]
- 『ラージャーズ 別れの詩』 - Rajaz (1999年)[8]

### その他の参加アルバム
- エイリオン : 『エイリオン〜光の宮殿〜』 - Into the Electric Castle (1998年)[9]